# Амосова Серафима Тарасівна
Серафи́ма Тара́сівна Таране́нко, до шлюбу Амо́сова (нар. 20 серпня 1914 — пом. 17 грудня 1992) — радянська військова льотчиця, учасниця Другої світової війни. Заступниця командира з льотної частини 46-го гвардійського нічного бомбардувального авіаційного полку, гвардії майор.

## Життєпис
Народилася 20 серпня 1914 року на станції Чорноріченській (нині Красноярський край, Росія) в родині робітника залізничного депо. Росіянка. Закінчила семирічку й школу ФЗН у Красноярську, отримала кваліфікацію токаря 4-го розряду.
У 1936 році закінчила Тамбовську льотну школу ЦПФ. До січня 1941 року — льотчиця Східно-Сибірського управління ЦПФ, з січня по вересень 1941 року — командирка ланки навчальної ескадрильї Янаульського аеропорту (Башкортостан).
У лавах РСЧА з жовтня 1941 року. Закінчила курси удосконалення льотчиків при Енгельсській авіаційній школі пілотів. Учасниця німецько-радянської війни з травня 1942 року: командирка ескадрильї, згодом — заступниця командира полку з льотної частини 588-го (з лютого 1943 року — 46-го гвардійського) нічного бомбардувального авіаційного полку. Займалася підготовкою і перенавчанням штурманів полку на льотчиків, а техскладу — на штурманів. За роки війни здійснила 555 бойових вильотів на бомбардування живої сили і техніки ворога.
По закінченні війни жіночий авіаційний полк був розформований, а гвардії майор С. Т. Амосова вийшла у запас. Вела домашнє господарство, виховувала дітей.
Мешкала в Москві, де й померла 17 грудня 1992 року. Похована на Новодівочому цвинтарі.

## Нагороди
Нагороджена двома орденами Червоного Прапора (09.09.1942, 07.03.1945), орденами Олександра Невського (26.04.1944), двома Вітчизняної війни 2-го ступеня (30.10.1943, 11.03.1985), Червоної Зірки (02.05.1943) і медалями.

## Родина
У повоєнний час вийшла заміж за льотчика Героя Радянського Союзу Івана Тараненка. Взяла прізвище чоловіка.